# Krettnichita
La krettnichita és un mineral de la classe dels fosfats, que pertany al grup de la tsumcorita. Rep el nom de Krettnich (Alemanya), la seva localitat tipus.

## Característiques
La krettnichita és un vanadat de fórmula química PbMn₂3+(VO₄)₂(OH)₂. Va ser aprovada com a espècie vàlida per l'Associació Mineralògica Internacional l'any 1998. Cristal·litza en el sistema monoclínic. La seva duresa a l'escala de Mohs és 4,5. És l'anàleg de Mn3+ de la mounanaïta.
Segons la classificació de Nickel-Strunz, la krettnichita pertany a «08.CG - Fosfats sense anions addicionals, amb H₂O, amb cations de mida mitjana i gran, RO₄:H₂O = 1:1» juntament amb els següents minerals: cassidyita, col·linsita, fairfieldita, gaitita, messelita, parabrandtita, talmessita, hillita, brandtita, roselita, wendwilsonita, zincroselita, rruffita, ferrilotharmeyerita, lotharmeyerita, mawbyita, mounanaïta, thometzekita, tsumcorita, cobaltlotharmeyerita, cabalzarita, cobalttsumcorita, niquellotharmeyerita, manganlotharmeyerita, schneebergita, nickelschneebergita, gartrellita, helmutwinklerita, zincgartrel·lita, rappoldita, fosfogartrel·lita, lukrahnita, pottsita i niqueltalmessita.

## Formació i jaciments
Va ser descoberta a la mina de manganès de Krettnich, situada al municipi de Wadern (Saarland, Alemanya). També ha estat descrita a Suïssa i Àustria, que juntament a la localitat tipus són els únics indrets a tot el planeta on ha estat descrita aquesta espècie mineral.